# Liste der Kardinalpriester von San Lorenzo in Lucina
Folgende Kardinäle waren Kardinalpriester von San Lorenzo in Lucina (lat. Titulus Sancti Laurentii in Lucina):
- Hilarus (belegt 499)
- Crescens (belegt 595)
- Sissinius (belegt 721)
- Theodorus (belegt 732–745)
- Eusebius (belegt 761)
- Georgius (belegt 853–869)
- Adrianus (belegt 963–964)
- Bonizo (belegt 993)
- Leo (belegt 1069)
- Leo (belegt 1084)
- Landolfo (1106–1108)
- Gregor aus Siena (1116–1125)
- Anselmus (1128–1141)
- Hugo Novariensis (1144–1150)
- Cencio de Gregorio (1152–1154)
- Alberto di Mora Can.Reg. (1158–1187)
- Cinzio Cenzi (1190–1217)
- Sinibaldo Fieschi (1227–1243)
- Johannes von Toledo OCist (1244–1262)
- Guy OCist (1262–1272)
- Ugo di Evesham (1281–1285)
- Giacomo Colonna (1307–1318)
- Annibale Gaetani da Ceccano (1327–1333)
- Guillaume Bragose (1362–1367)
- Etienne Alberti (1368–1369)
- Jean de la Tour OSB (1371–1374)
- Pierre de Sortenac (1375–1384)
- Martín Zalva (1390–1403), Pseudokardinal von Gegenpapst Clemens VII.
- Luca Manzoli (1408–1411)
- Simon de Cramaud (1413–1422), kreiert als Pseudokardinal von Gegenpapst Johannes XXIII., anerkannt von Papst Martin V.
- Ximeno Daha (1423–1429), Pseudokardinal von Gegenpapst Benedikt XIII.
- Jean de la Rochetaillée (1426–1437)
- Giovanni Vitelleschi (1437–1440)
- Jean Le Jeune (de Macel) (1441–1451)
- Filippo Calandrini (1451–1468)
- vakant (1468–1484)
- Giovanni d’Aragona (1484–1485)
- Jorge da Costa (1488–1489); in commendam (1489–1508)
- Silvio Passerini (1517–1520); in commendam (1520–1529)
- Giovanni Domenico De Cupis (1529–1531); in commendam (1531–1553)
- Giovanni Girolamo Morone (1553–1556)
- Georges d’Armagnac (1556–1562)
- Francesco II. Gonzaga (1562–1566)
- Fulvio Giulio della Corgna Malteserorden (1566–1567)
- Innico d’Avalos d’Aragona Santiagoorden (1567–1586)
- Marcantonio Colonna (1586–1587)
- Gabriele Paleotti (1587–1589)
- Michele Monelli OP (1589–1591)
- Ludovico Madruzzo (1591–1597)
- Pedro de Deza (1597–1600)
- Anton Maria Salviati (1600)
- Simeone Acquaviva d’Aragona (1600–1602)
- Girolamo Bernieri OP (1602–1603)
- Giovanni Evangelista Pallotta (1603–1611)
- Gregorio Petrocchini de Montelbero OESA (1611)
- Benedetto Giustiniani (1611–1612)
- Francesco Maria Bourbon del Monte (1612–1615)
- Ottavio Bandini (1615–1621)
- Bartolomeo Cesi (1621)
- Andrea Baroni Peretti Montalto (1621–1624)
- Domenico Ginnasi (1624–1626)
- Carlo Gaudenzio Madruzzo (1626)
- Carlo Emmanuele Pio di Savoia (1626–1627)
- Giovanni Garzia Millini (1627–1629)
- Luigi Capponi (1629–1659)
- Girolamo Colonna (1659–1661)
- Giovanni Battista Pallotta (1661–1663)
- Francesco Maria Brancaccio (1663–1666)
- Stefano Durazzo (1666–1667)
- Ernst Adalbert von Harrach (1667)
- Giulio Gabrielli der Ältere (1667–1668)
- Virgilio Orsini (1668–1671)
- Rinaldo d’Este (1671)
- Cesare Facchinetti (1671–1672)
- Carlo Rossetti (1672–1676)
- Niccolò Albergati Ludovisi (1676–1677)
- Alderano Cibo-Malaspina (1677–1679)
- Lorenzo Raggi (1679–1680)
- Luigi Alessandro Omodei (1680–1685)
- Carlo Barberini (1685–1704)
- Francesco Nerli iunior (1704–1708)
- Galeazzo Marescotti (1708–1726)
- Giuseppe Sacripante (1726–1727)
- Giuseppe Renato Imperiali (1727–1737)
- Gianantonio Davia (1737–1740)
- Giulio Alberoni (1740–1752)
- Thomas Philipp Wallrad d’Alsace-Boussut de Chimay (1752–1759)
- Domenico Silvio Passionei (1759–1761)
- Johann Theodor von Bayern (1761–1763)
- Giacomo Oddi (1763–1770)
- Giuseppe Pozzobonelli (1770–1783)
- Carlo Vittorio Amedeo delle Lanze (1783–1784)
- Marcoantonio Colonna (1784)
- Giovanni Carlo Boschi (1784–1788)
- Francesco Carafa della Spina di Traetto (1788–1807); in commendam (1807–1818)
- Bartolomeo Pacca (1818)
- Giovanni Filippo Gallarati Scotti (1818–1819)
- Giulio Gabrielli der Jüngere (1819–1822)
- Joseph Fesch (1822–1839)
- Carlo Oppizzoni (1839–1855)
- Giacomo Filippo Fransoni (1855–1856)
- Benedetto Colonna Barberini di Sciarra (1856–1863)
- vakant (1863–1867)
- Filippo de Angelis (1867–1877)
- Fabio Maria Asquini (1877–1878)
- Domenico Carafa della Spina di Traetto (1879)
- Lucien-Louis-Joseph-Napoleon Bonaparte (1879–1895)
- Gustav Adolf zu Hohenlohe-Schillingsfürst (1895–1896)
- Mieczyslaw Halka Ledóchowski (1896–1902)
- Angelo Di Pietro (1903–1914)
- Pietro Gasparri (1915–1934)
- Carlo Cremonesi (1935–1943)
- Manuel Arteaga y Betancourt (1946–1963)
- Pietro Ciriaci (1964–1966)
- Pietro Parente (1967–1986)
- Opilio Rossi (1987–2004)
- Luigi Poggi (2005–2010)
- Albert Malcolm Ranjith (seit 2010)